# Les Auxons
Cet article possède un paronyme, voir Auxon.
Les Auxons [le.z‿oksɔ̃] sont une commune française située dans le département du Doubs, en Franche-Comté, dans la région administrative Bourgogne-Franche-Comté. Membre de la communauté urbaine Grand Besançon Métropole, elle comptait 2 522 habitants nommés Auxois et Auxoises en 2022.
La commune a été créée le 1er janvier 2015 par fusion des deux anciennes communes d'Auxon-Dessous et Auxon-Dessus. Elle abrite sur son territoire la gare de Besançon Franche-Comté TGV, inaugurée en 2011.

## Géographie

### Situation
La commune des Auxons est située en Franche-Comté, dans le nord-ouest du département du Doubs et à 2 kilomètres à vol d'oiseau au sud du département de la Haute-Saône. Les grandes villes les plus proches sont Besançon, préfecture du département, située à 9 km à vol d'oiseau en direction du sud-est et Dijon, préfecture de la région, située à 69 km kilomètres vers l'ouest. Paris, la capitale se trouve à 319 km au nord-ouest. La distance la plus courte par la route entre le centre du village et le centre-ville de Besançon (mairie) est de 13 km. Elle est à la limite de la basse vallée de l'Ognon et de la zone jurasienne des Avants-Monts. Elle fait partie du canton de Besançon-3, de la communauté urbaine Grand Besançon Métropole et elle est intégrée dans l'unité urbaine et dans l'aire d'attraction de Besançon.

### Géologie et relief
La superficie de la commune est de 916 hectares ; son altitude varie de 215 à 350 mètres. Le point le plus bas se situe dans le nord-ouest du territoire communal à l'endroit où le ruisseau rejoint la commune limitrophe de Cussey-sur-l'Ognon et son point culminant dans le bois de Chailloz, à l'est de la commune. L'église d'Auxon-Dessus se trouve à une altitude de 250 mètres et celle d'Auxon-Dessous à 238 mètres.

### Hydrographie

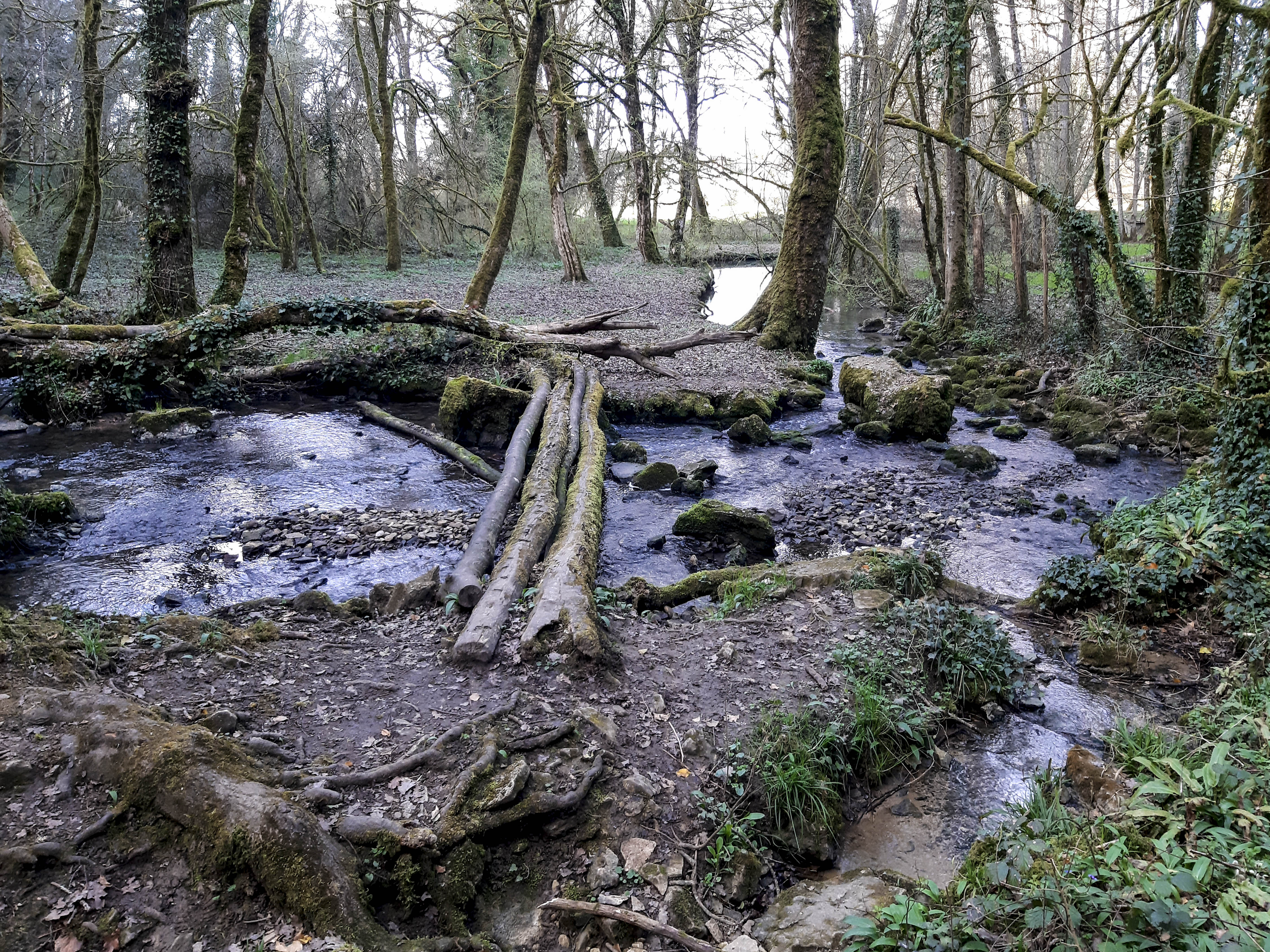
La source du ruisseau d'Auxon, au lieu-dit Fontaine de la Roche.

La commune fait partie du bassin versant de l'Ognon. Elle est traversée par le ruisseau d'Auxon, qui prend sa source au sud du village d'Auxon-Dessus, au lieu-dit Fontaine de la Roche, en tant que résurgence de deux cours d'eau s'écoulant dans la commune voisine de Miserey-Salines, les ruisseaux de l'Épine et de la Vallée. Il traverse le territoire communal d'est en ouest avant de rejoindre la commune de Cussey-sur-l'Ognon où il se jette dans l'Ognon après avoir parcouru une distance de 5,93 km.

### Climat
Pour des articles plus généraux, voir Climat de la Bourgogne-Franche-Comté et Climat du Doubs.
En 2010, le climat de la commune est de type climat de montagne, selon une étude du Centre national de la recherche scientifique s'appuyant sur une série de données couvrant la période 1971-2000. En 2020, Météo-France publie une typologie des climats de la France métropolitaine dans laquelle la commune est exposée à un climat semi-continental et est dans la région climatique Jura, caractérisée par une forte pluviométrie en toutes saisons (1 000 à 1 500 mm/an), des hivers rigoureux et un ensoleillement médiocre.
Pour la période 1971-2000, la température annuelle moyenne est de 10,6 °C, avec une amplitude thermique annuelle de 17,4 °C. Le cumul annuel moyen de précipitations est de 1 124 mm, avec 13,4 jours de précipitations en janvier et 9,4 jours en juillet. Pour la période 1991-2020, la température moyenne annuelle observée sur la station météorologique de Météo-France la plus proche, « Besançon », sur la commune de Besançon à 7 km à vol d'oiseau, est de 11,4 °C et le cumul annuel moyen de précipitations est de 1 157,0 mm. 
La température maximale relevée sur cette station est de 40,3 °C, atteinte le 28 juillet 1921 ; la température minimale est de −20,7 °C, atteinte le 9 janvier 1985,,.
Les paramètres climatiques de la commune ont été estimés pour le milieu du siècle (2041-2070) selon différents scénarios d'émission de gaz à effet de serre à partir des nouvelles projections climatiques de référence DRIAS-2020. Ils sont consultables sur un site dédié publié par Météo-France en novembre 2022.

## Urbanisme

### Typologie
Au 1er janvier 2024, Les Auxons sont catégorisés ceinture urbaine, selon la nouvelle grille communale de densité à 7 niveaux définie par l'Insee en 2022.
Elle appartient à l'unité urbaine des Auxons, une unité urbaine monocommunale constituant une ville isolée,. Par ailleurs la commune fait partie de l'aire d'attraction de Besançon, dont elle est une commune de la couronne,. Cette aire, qui regroupe 310 communes, est catégorisée dans les aires de 200 000 à moins de 700 000 habitants,.

### Occupation des sols
L'occupation des sols de la commune, telle qu'elle ressort de la base de données européenne d’occupation biophysique des sols Corine Land Cover (CLC), est marquée par l'importance des forêts et milieux semi-naturels (39,6 % en 2018), en diminution par rapport à 1990 (46,9 %). La répartition détaillée en 2018 est la suivante : 
forêts (39,6 %), zones agricoles hétérogènes (21,5 %), zones urbanisées (21,2 %), prairies (12,9 %), zones industrielles ou commerciales et réseaux de communication (4,8 %). L'évolution de l’occupation des sols de la commune et de ses infrastructures peut être observée sur les différentes représentations cartographiques du territoire : la carte de Cassini (XVIIIe siècle), la carte d'état-major (1820-1866) et les cartes ou photos aériennes de l'IGN pour la période actuelle (1950 à aujourd'hui).

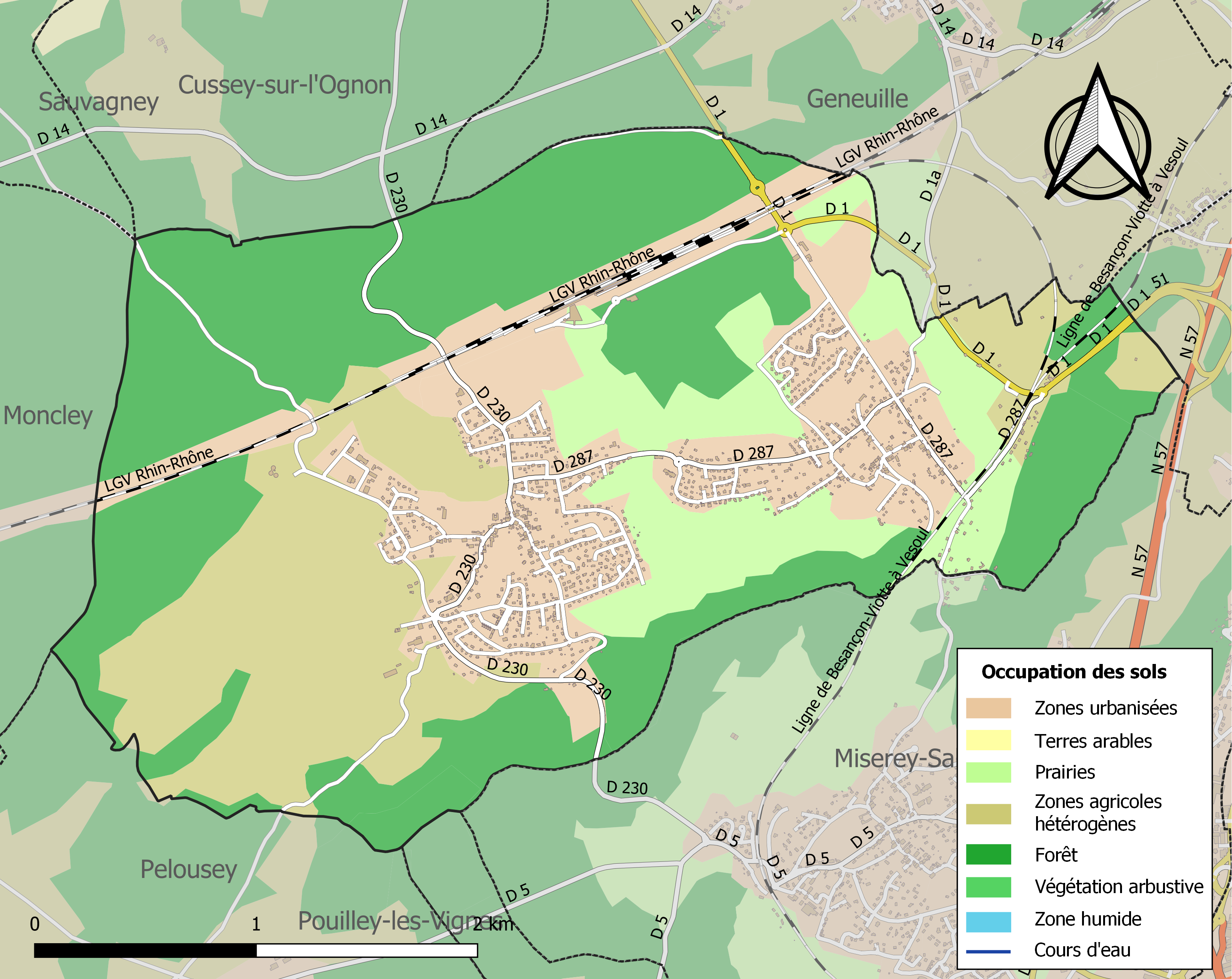
Carte des infrastructures et de l'occupation des sols de la commune en 2018 (CLC).

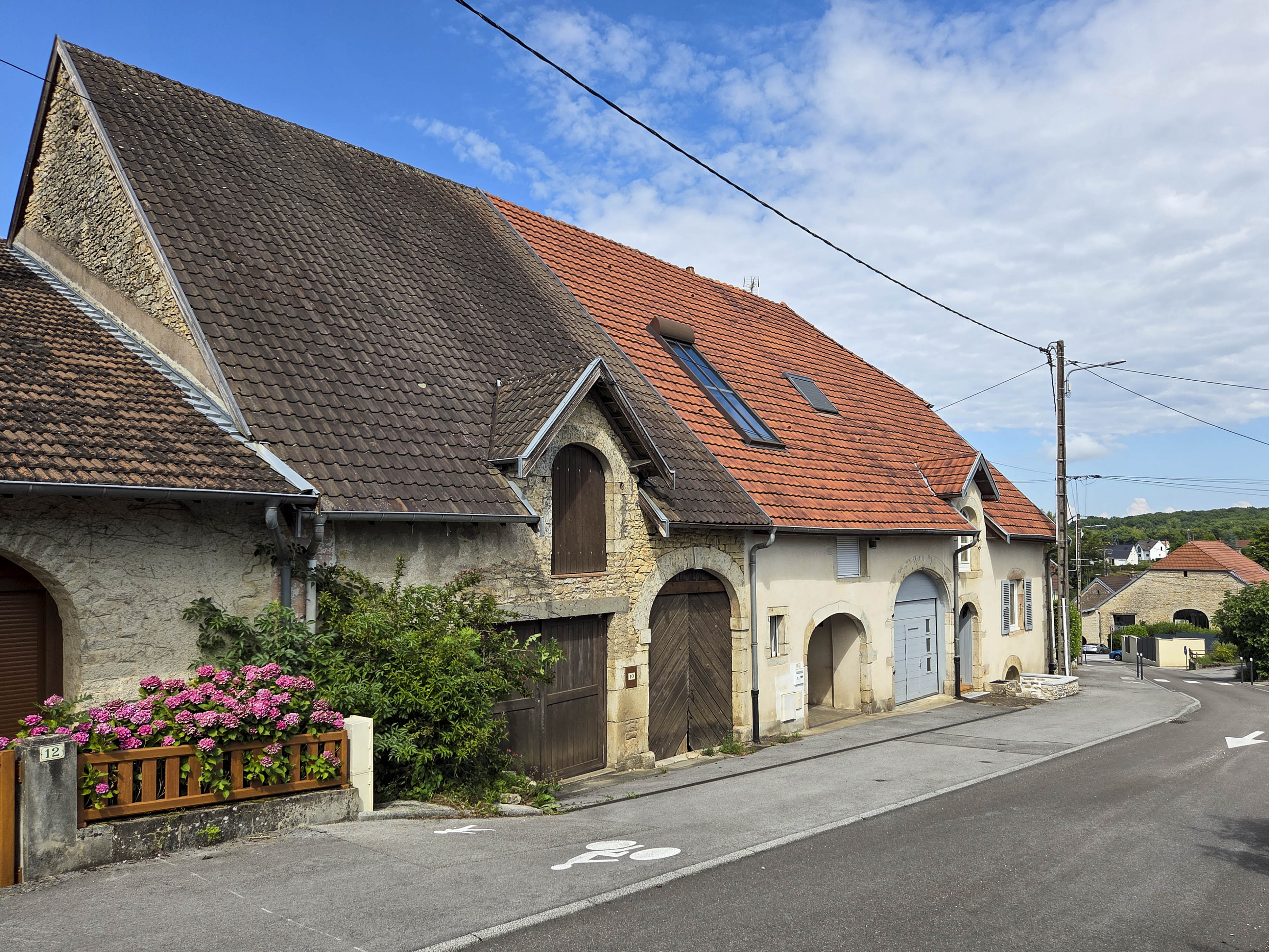
Maisons anciennes à Auxon-Dessous.

### Logement
Au recensement de 2022, la commune comptait 1 089 logements dont 1 031 étaient des résidences principales, 51 des logements vacants et 7 des résidences secondaires. Le nombre de logements situé dans des immeubles collectifs s'élève à 159 appartements, soit 14,6 % du total, et 927 maisons individuelles. Sur les 968 résidences principales construites avant 2020 que compte la commune, 73 (7,5 %) ont été achevées avant 1946, 43 (4,4 %) de 1946 à 1970, 385 (39,7 %) de 1971 à 1990 et 468 (48,4 %) de 1991 à 2019. L'ancienneté d'emménagement dans la résidence principale montre que sur une population des ménages de 2 498 habitants  au recensement de 2022, 1 418 ont emménagé depuis 10 ans ou plus, 434 depuis 5 à 9 ans et 646 depuis moins de 5 ans.
| 1968 | 1975 | 1982 | 1990 | 1999 | 2006 | 2011 | 2016  | 2022  |
| ---- | ---- | ---- | ---- | ---- | ---- | ---- | ----- | ----- |
| 128  | 221  | 443  | 559  | 628  | 808  | 940  | 1 044 | 1 089 |

### Voies de communication et transports

#### Infrastructure routière
L'axe routier principal qui dessert la commune est la route départementale 1 qui ne traverse cependant aucun des deux villages mais passe dans l'est du territoire communal, à proximité d'Auxon-Dessus, et permet de rejoindre la route nationale 57 sur l'axe Besançon — Vesoul. À l'ouest la route départementale 230, en provenance de Miserey-Salines au sud, traverse la village d'Auxon-Dessous et rejoint la route départementale 14 et la commune de Cussey-sur-l'Ognon au nord. La route départementale 287 irrigue l'ensemble de la commune en faisant la jonction entre les deux villages et en reliant les routes départementales  1 et 230. L'échangeur autoroutier le plus proche est situé à sept kilomètres au sud par la route, il s'agit de la sortie no 4 Besançon Saint-Claude de l'A36 dite La Comtoise (Beaune-Mulhouse).

#### Transports en communs
La commune est desservie par les lignes  66  68  du réseau de transport en commun Ginko, ainsi que par la gare ferroviaire de Besançon Franche-Comté TGV depuis le 11 décembre 2011.

## Toponymie
Le nom correspond à une racine hydronymique pré-celtique.

## Histoire
La commune est créée le 1er janvier 2015 par la fusion des deux communes d'Auxon-Dessous et d'Auxon-Dessus, sous le régime juridique des communes nouvelles instauré par la loi no 2010-1563 du 16 décembre 2010 de réforme des collectivités territoriales.
Elle est composée de deux anciennes communes ayant décidé de fusionner par délibération du conseil municipal de chacune de ces deux communes en date du même jour, le 15 septembre 2014. Cette délibération des communes de Auxon-Dessous et Auxon-Dessus ayant été adoptée par les membres des deux conseils municipaux, la fusion est arrêtée par la préfecture du département.

## Politique et administration

### Découpage territorial
La commune fait partie de l'arrondissement de Besançon, du département du Doubs et de la région Bourgogne-Franche-Comté. Elle est membre de Grand Besançon Métropole, communauté urbaine créée en 2019 par transformation de la communauté d'agglomération et regroupant 67 communes pour une population de 198 387 habitants (en 2022).
Dans le cadre des élections départementales, Les Auxons est depuis 2015 l'une des 5 communes composant le canton de Besançon-3, après que les anciennes communes d'Auxon-Dessous et Auxon-Dessus aient fait partie du canton d'Audeux de 1801 à 2015 et de celui de Pouilley-les-Vignes de 1793 à 1801,. Elle dépend, pour les élections législatives, de la première circonscription du Doubs.

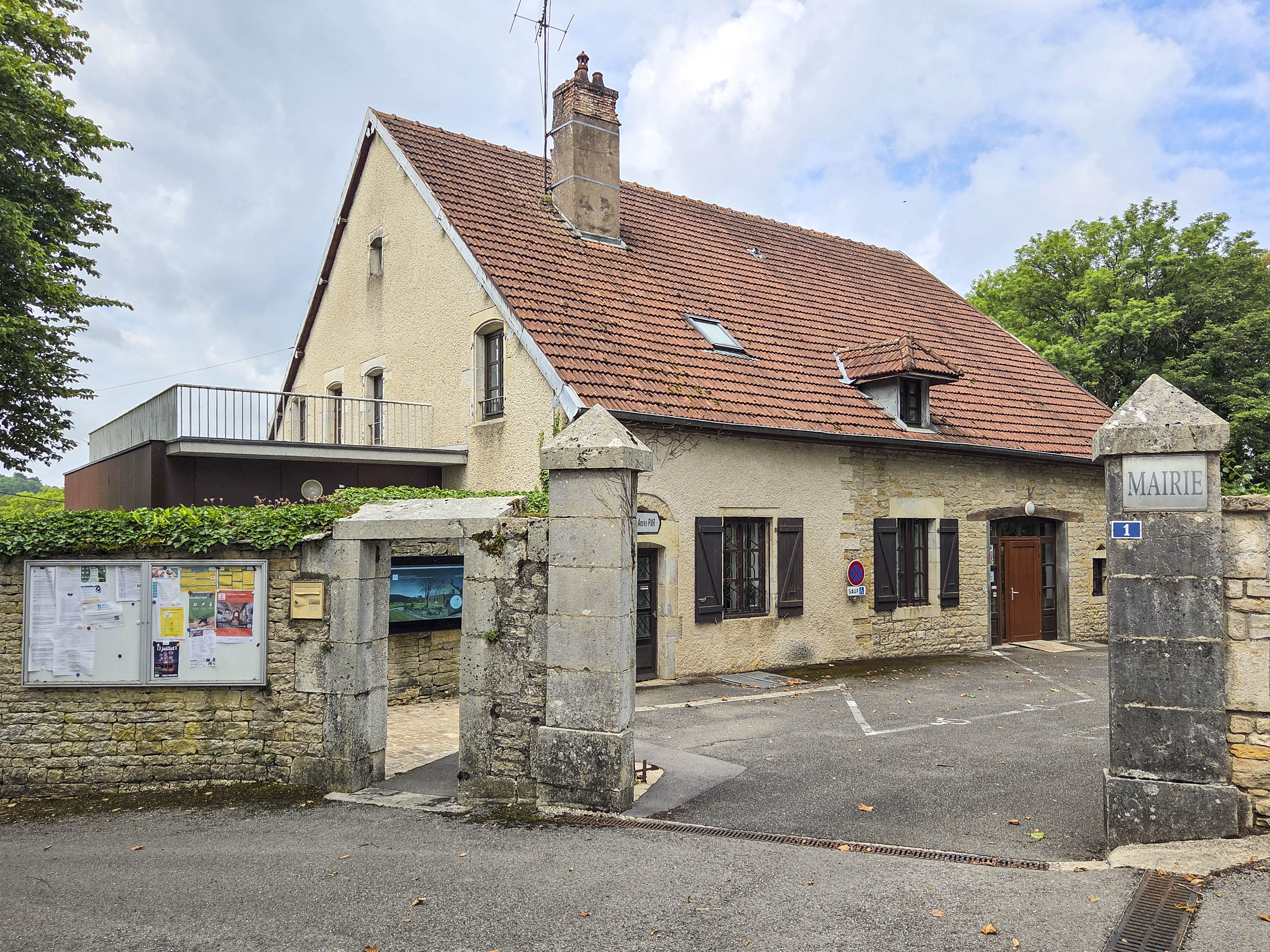
La mairie.

### Administration municipale
Le nombre d'habitants au dernier recensement étant compris entre 2 500 et 3 499, le nombre de membres du conseil municipal est de 23. Le maire est secondé par sept adjoints . Le maire actuel de la commune est Serge Rutkowski, né en 1966, élu pour la première fois en 2001 en tant que maire d'Auxon-Dessus et devenu maire des Auxons au moment de la fusion en 2015.
| Période        | Période                     | Identité                                       | Étiquette | Qualité                                          |
| -------------- | --------------------------- | ---------------------------------------------- | --------- | ------------------------------------------------ |
| 2 janvier 2015 | En cours (au 1er juin 2020) | Serge Rutkowski Réélu pour le mandat 2020-2026 | DVD       | Commerçant, conseiller départemental depuis 2021 |

### Justice et sécurité

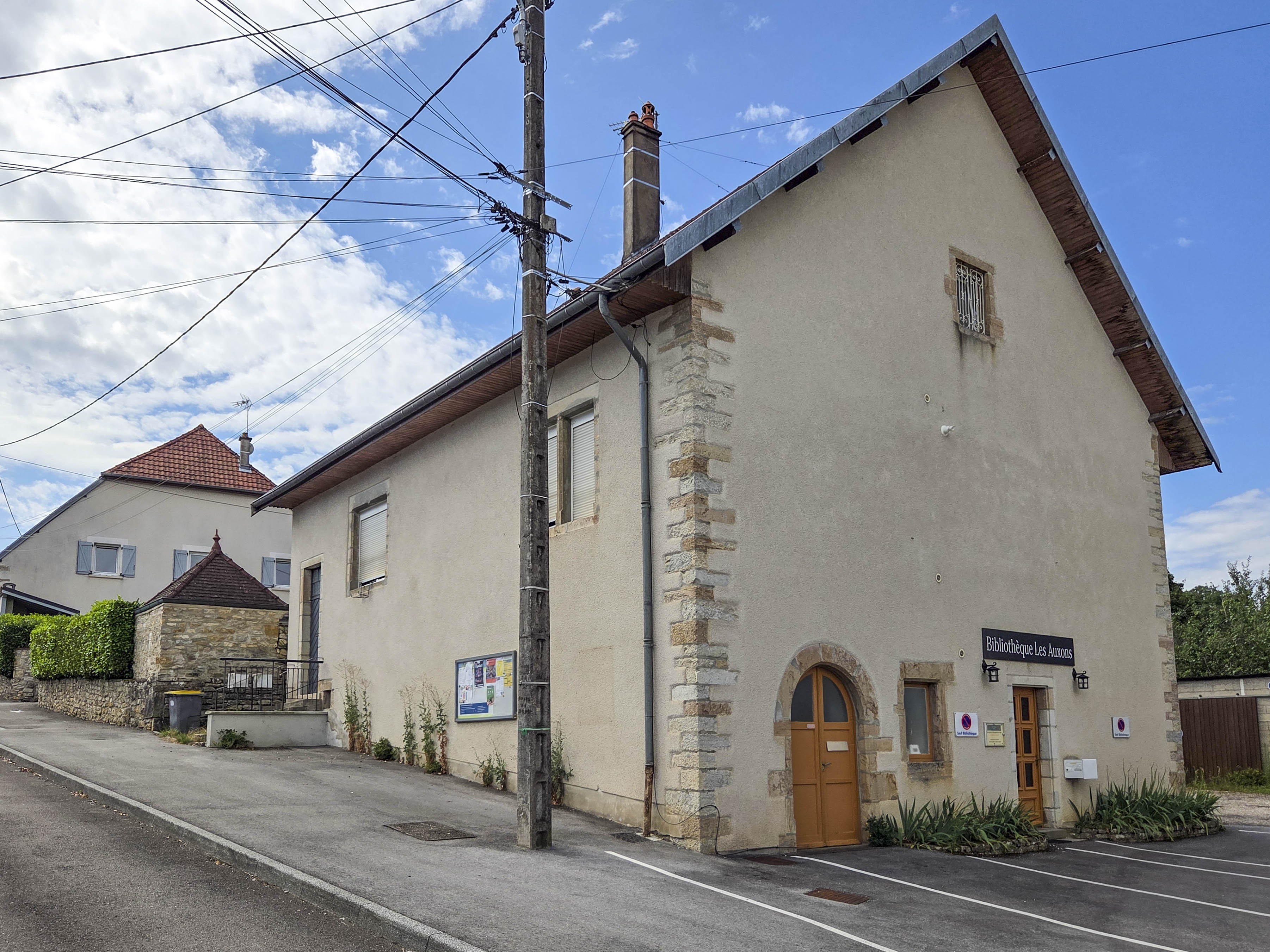
La bibliothèque.

## Population et société

### Démographie

#### Avant la fusion
| 1968 | 1975 | 1982  | 1990  | 1999  | 2006  | 2011  |
| ---- | ---- | ----- | ----- | ----- | ----- | ----- |
| 362  | 739  | 1 467 | 1 780 | 1 836 | 2 197 | 2 456 |

#### Après la fusion
L'évolution du nombre d'habitants est connue à travers les recensements de la population effectués dans la commune depuis sa création.

En 2022, la commune comptait 2 522 habitants, en évolution de −1,64 % par rapport à 2016 (Doubs : +1,88 %, France hors Mayotte : +2,11 %).
| 2013  | 2018  | 2022  |
| ----- | ----- | ----- |
| 2 560 | 2 524 | 2 522 |

## Économie

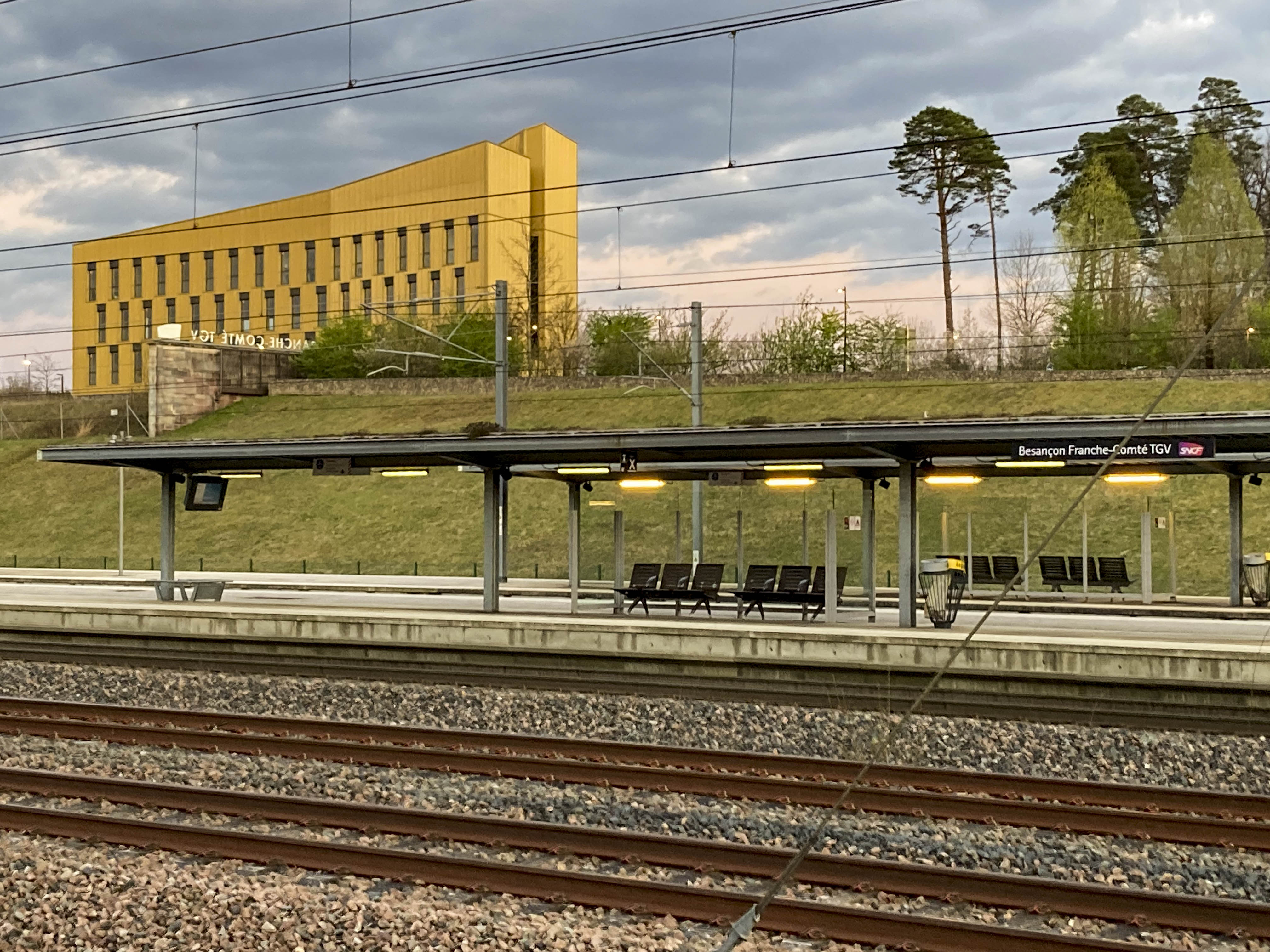
L'immeuble Le Signal sur le parc d'activités de la Nouvelle Ère.

### Activités
Le parc d'activités de la Nouvelle-Ère est situé sur le territoire de la commune des Auxons, à proximité de la gare de Besançon Franche-Comté TGV.

## Culture locale et patrimoine

### Lieux et monuments

#### Patrimoine religieux
- Église de la Sainte-Trinité.
- Église Saint-Pierre.
- Chapelle du cimetière d'Auxon-Dessous.

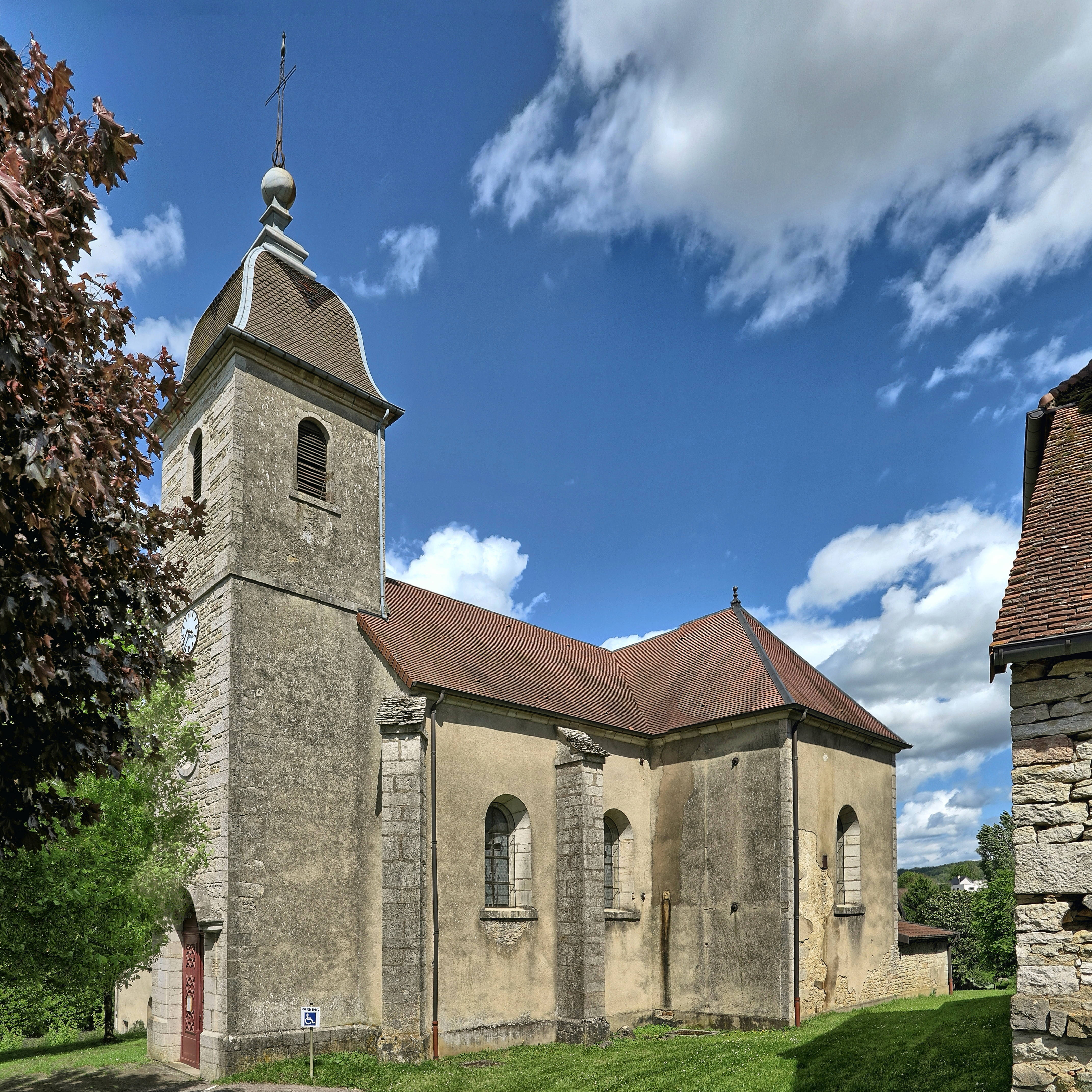
L'église de la Sainte-Trinité.
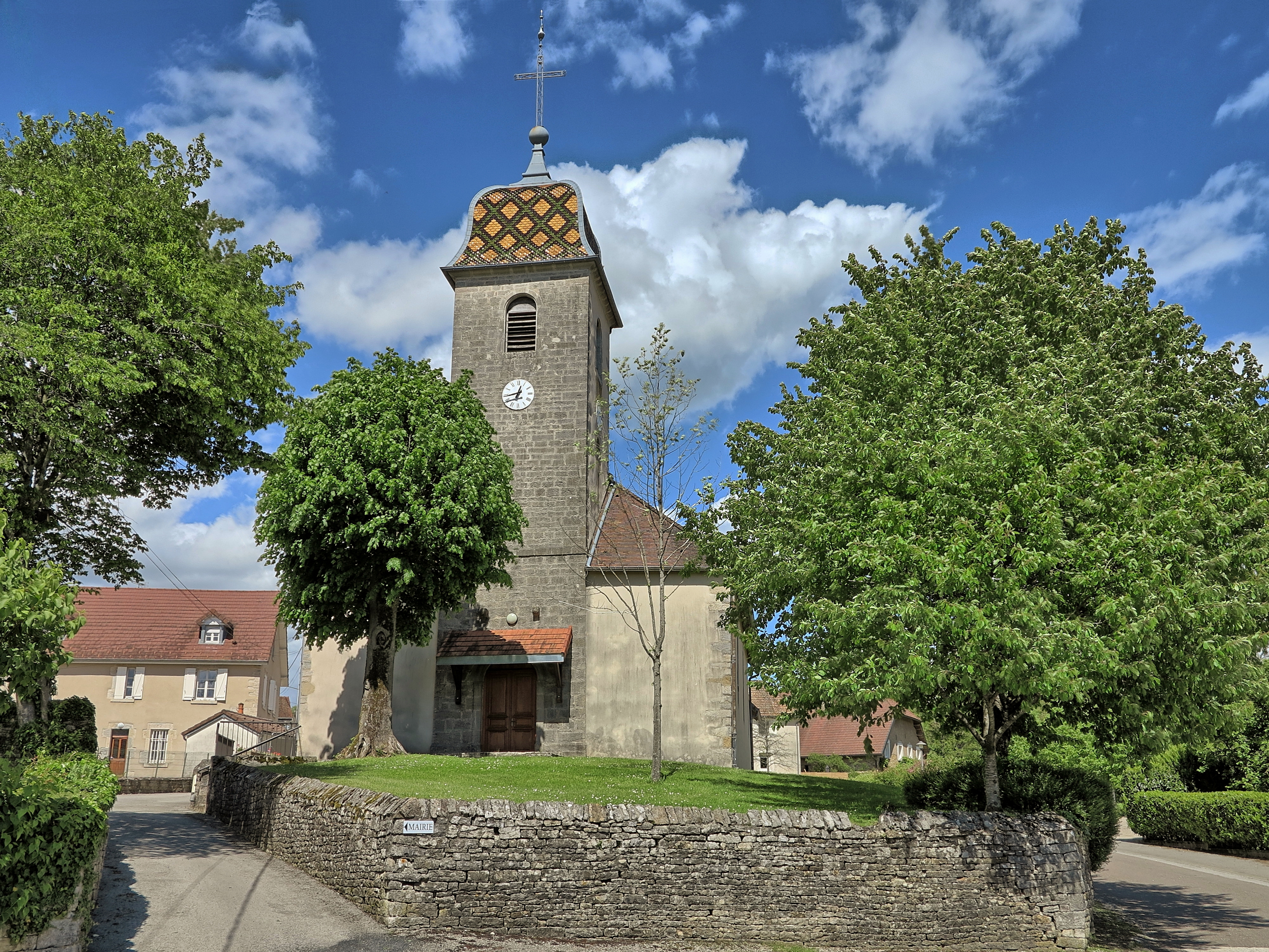
L'église Saint-Pierre.
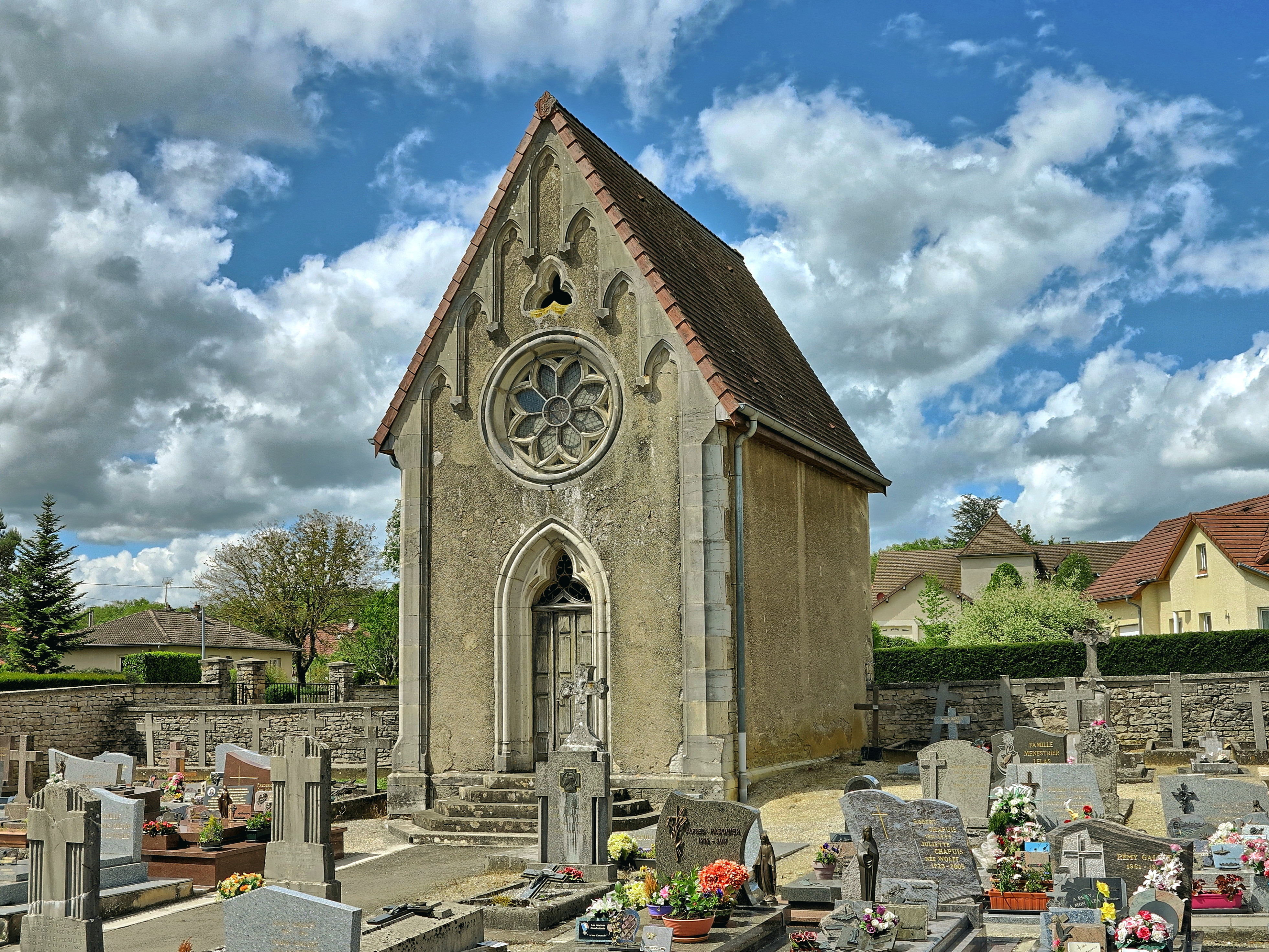
La chapelle du cimetière d'Auxon-Dessous..
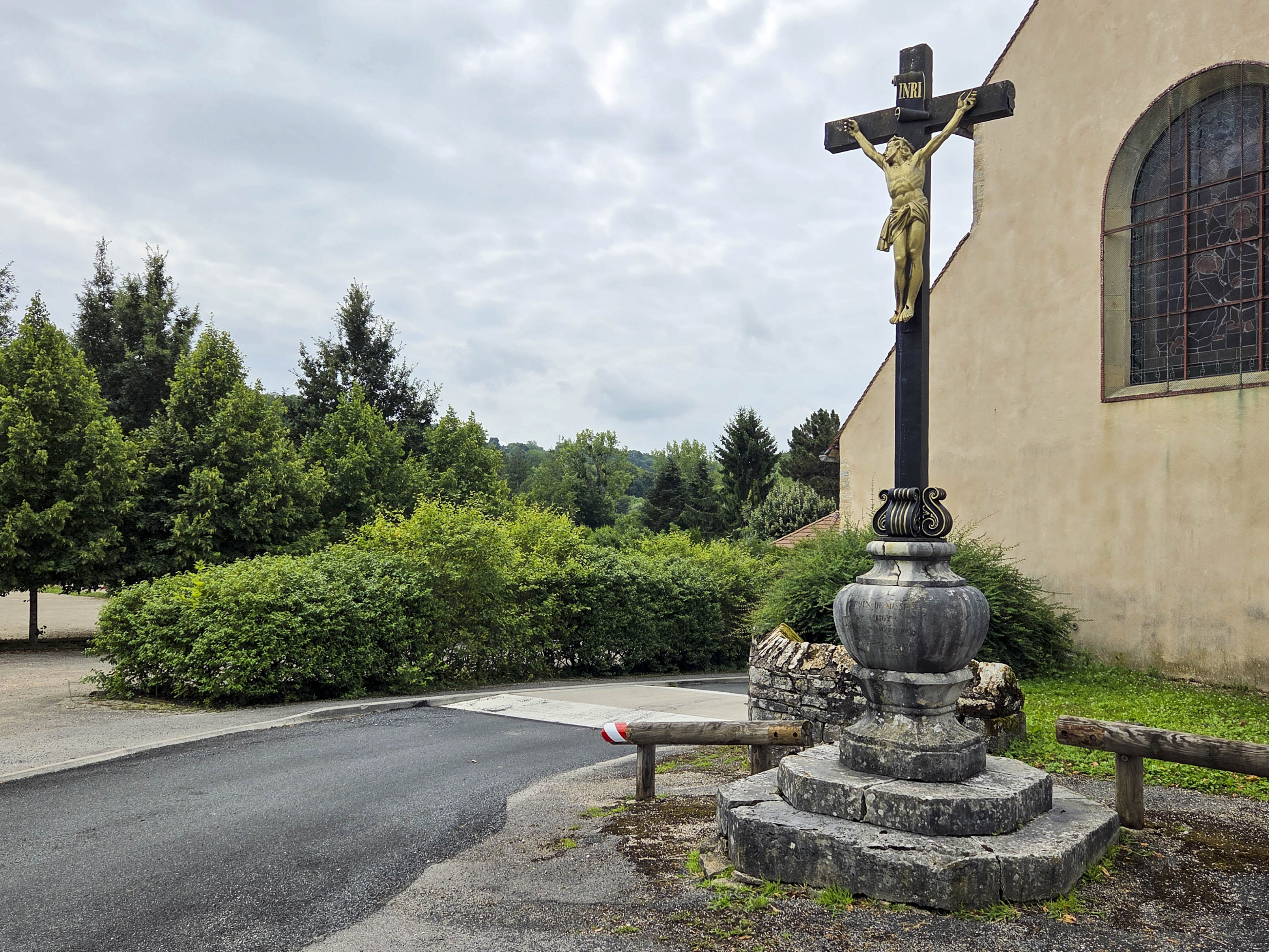
La croix de mission d'Auxon-Dessus.

#### Patrimoine civil
- Château d'Auxon-Dessus
- Château d'Auxon-Dessous
- Lavoir couvert d'Auxon-Dessous.
- Gare de Besançon Franche-Comté TGV.

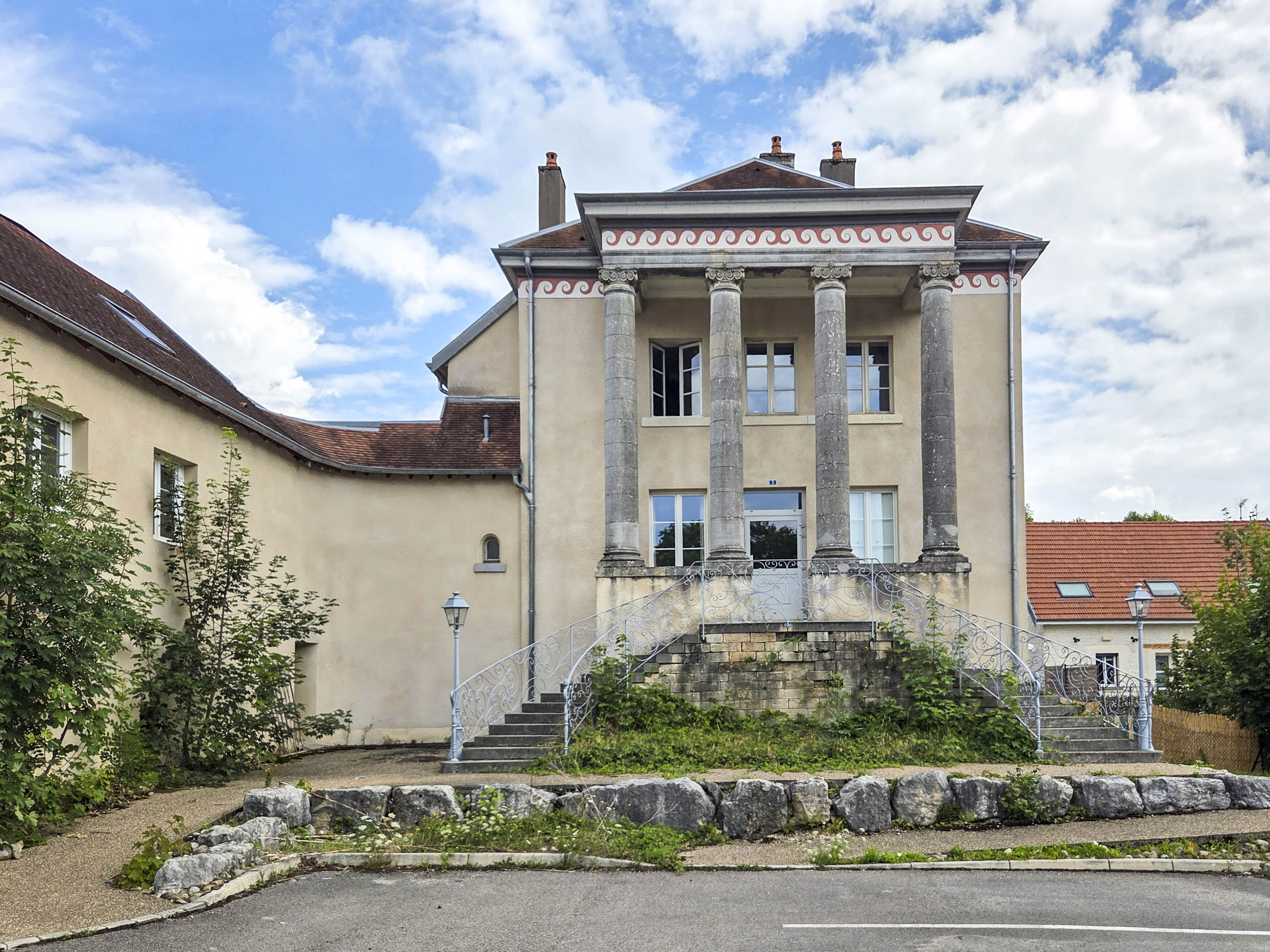
Le château d'Auxon-Dessus.
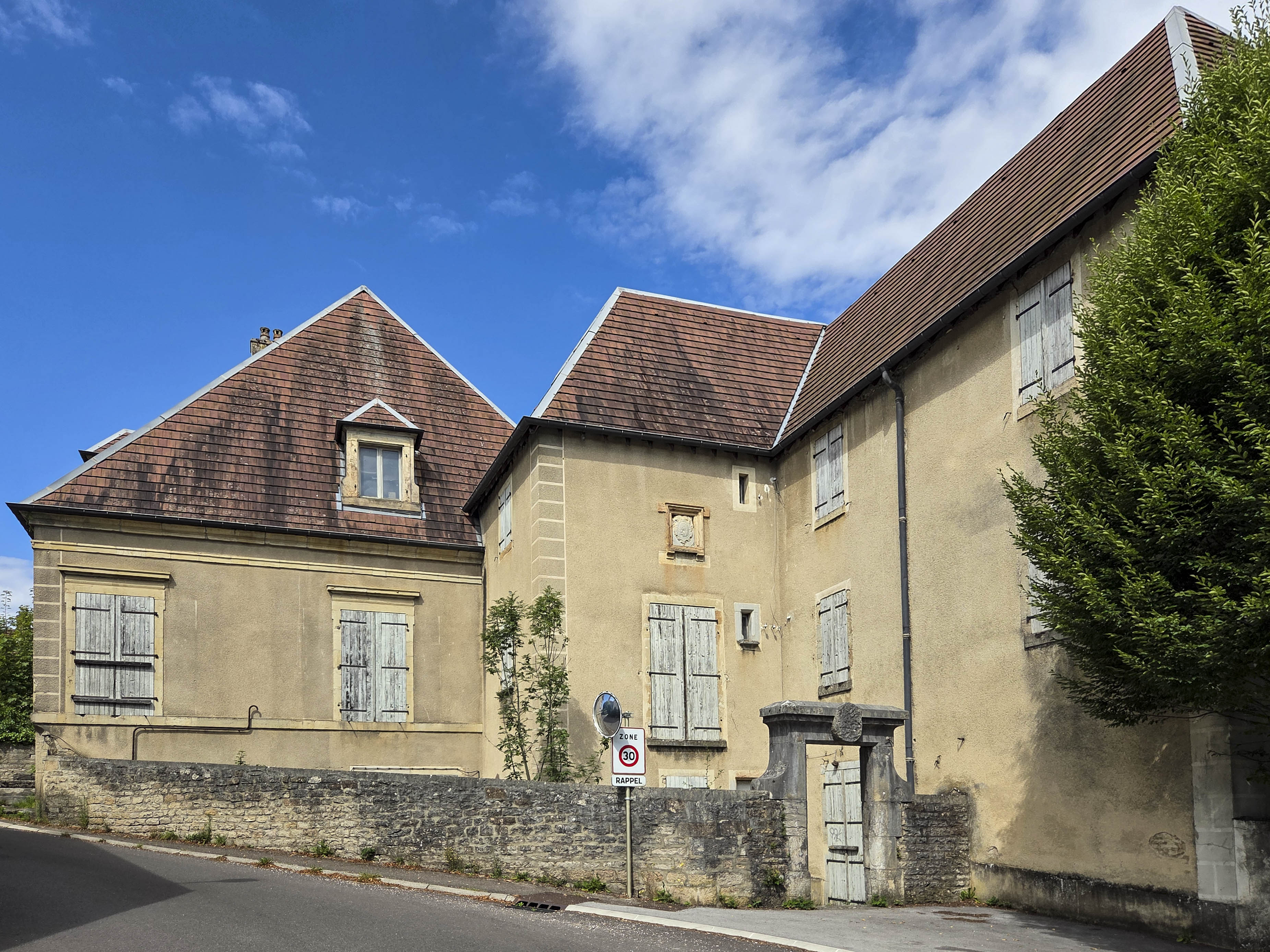
Le château d'Auxon-Dessous.
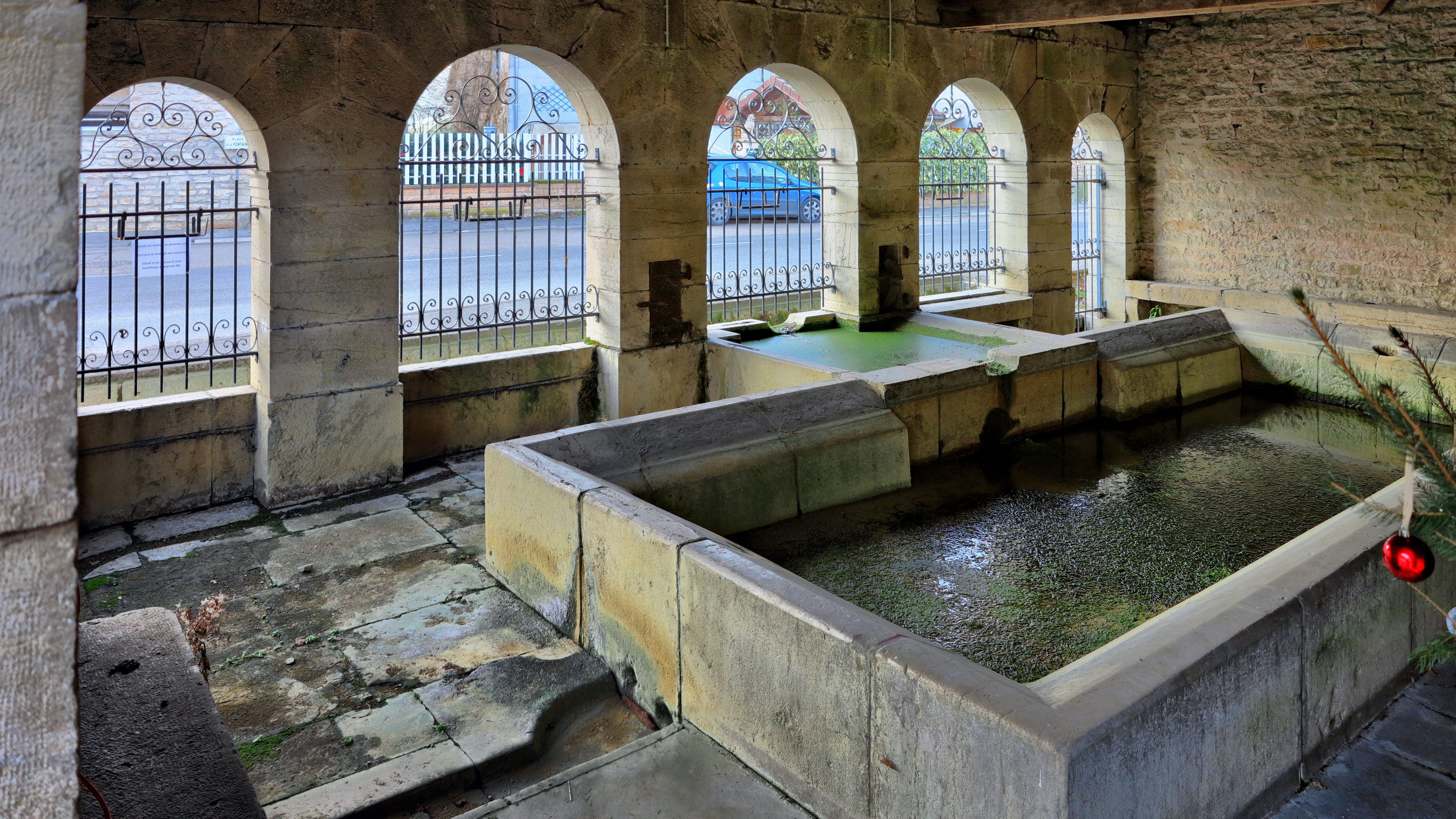
Le bassin du lavoir d'Auxon-Dessous.
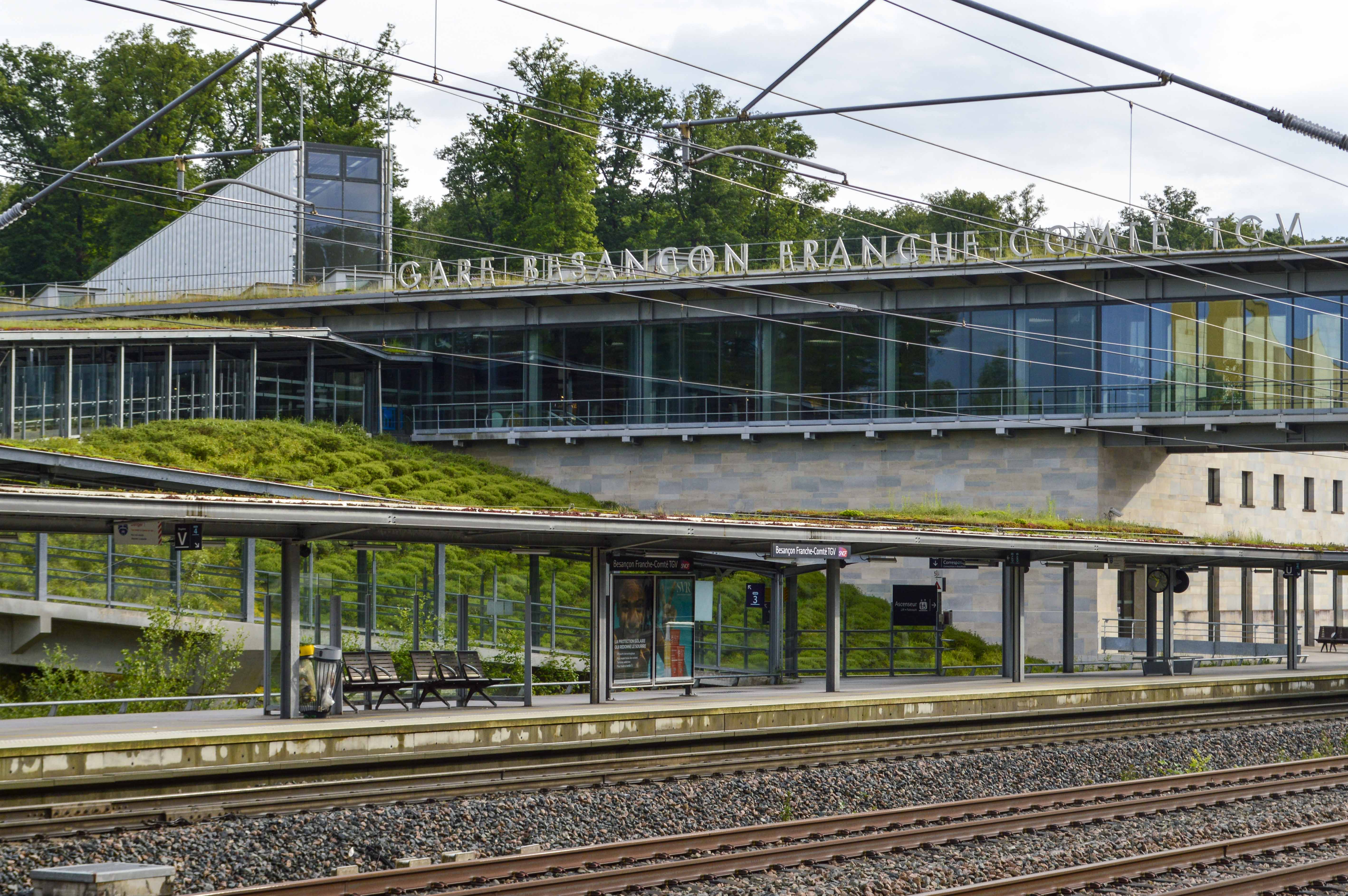
La gare de Besançon Franche-Comté TGV.

### Héraldique
| Blason de Les Auxons | Blason  | Écartelé : aux 1) et 4) tranché d'argent et de gueules à la rose de l'un en l'autre ; au 2) d'azur au lion naissant d'or ; au 3) à un bouquet de trois épis réunis par l'extrémité des tiges au centre d'un secteur de roue de moulin de trois augets brochant sur les tiges, tous d'or. |
| Blason de Les Auxons | Détails | Le statut officiel du blason reste à déterminer. |